# اچ‌ام‌سی‌اس کامساک (کی۱۷۱)
اچ‌ام‌سی‌اس کامساک (کی۱۷۱) (به انگلیسی: HMCS Kamsack (K171)) یک کشتی بود که طول آن ۲۰۵ فوت (۶۲٫۴۸ متر) بود. این کشتی در سال ۱۹۴۱ ساخته شد.